# Eva-Maria Herbertz
Eva-Maria Herbertz (* 1947 in Oberhausen/NRW) ist eine deutsche Sachbuchautorin.

## Biografie
Herbertz studierte Germanistik und Geschichte an der Ludwig-Maximilians-Universität in München. Sie arbeitete einige Jahre als Lehrerin in den genannten Fächern und zog 1982 nach Feldafing. Ab den 1990er Jahren arbeitete sie im Arbeitskreis Feldafinger Chronik, welcher das Heimatbuch von Ferdinand Kistler sichtete, überarbeitete und 2010 als Ortschronik veröffentlichte. Herbertz recherchierte über Künstler in Feldafing, veröffentlichte Texte dazu in Tageszeitungen, hielt Vorträge und bot hierzu Künstler-Spaziergänge in Feldafing an.
Sie sichtete den Privatnachlass des Illustrators Rolf von Hoerschelmann, archivierte und verwaltete ihn für das Gemeindearchiv Feldafing. Auf ihre Veranlassung hin soll nun der Nachlass an die Monacensia in München übergeben werden.
2005 veröffentlichte sie die Biografie über Hoerschelmann unter dem Titel Der heimliche König von Schwabylon. Darauf folgte 2009 eine Sammlung von Biografien von Ehefrauen berühmter Künstler unter dem Titel Leben in seinem Schatten. Frauen berühmter Künstler. 2012 gab sie die Biografie über Renée-Marie Hausenstein, Tochter von Wilhelm Hausenstein, unter dem Titel Das Leben hat mich gelebt heraus. Zuletzt erschien 2024 ihre Biografie über den Innenarchitekten Paul Huldschinsky mit dem Titel Endstation Hollywood. Das Leben des Paul „Hulle“ Huldschinsky (1889–1947). Bereits bei der Sichtung des Privatnachlasses von Rolf von Hoerschelmann war sie auf Huldschinsky gestoßen, der ihr Interesse geweckt hatte, und es folgten viele Jahre der Recherche.

## Werke
Sachbücher
- »Der heimliche König von Schwabylon«. Der Graphiker und Sammler Rolf von Hoerschelmann in Selbstzeugnissen und Bilddokumenten. Allitera Verlag, München 2005, ISBN 3-86520-137-7.
- Leben in seinem Schatten. Frauen berühmter Künstler. Allitera Verlag, München 2009, ISBN 978-3-86906-052-1.
- »Das Leben hat mich gelebt«. Die Biografie der Renée-Marie Hausenstein. Allitera Verlag, München 2012, ISBN 978-3-86906-172-6.
- Endstation Hollywood. Das Leben des Paul „Hulle“ Huldschinsky (1889–1947). Hentrich & Hentrich, Leipzig 2024, ISBN 978-3-95565-678-2.[11]

Mitarbeit
- Arbeitskreis Feldafinger Chronik: Feldafing Ortsmitte. Gemeinde Feldafing, 1995.
- Arbeitskreis Feldafinger Chronik: Feldafing. Straßen und Bachläufe. Gemeinde Feldafing, 1999.
- Ferdinand Kistler, Arbeitskreis Feldafinger Chronik: Heimatbuch für Feldafing. Friedl-Brehm-Verlag, Feldafing 2010, ISBN 978-3-937165-06-6.